# USRC Louis McLane
El USRC Louis McLane era un vapor de ruedas originalmente llamado USS Delaware adquirido por la Armada de los Estados Unidos.

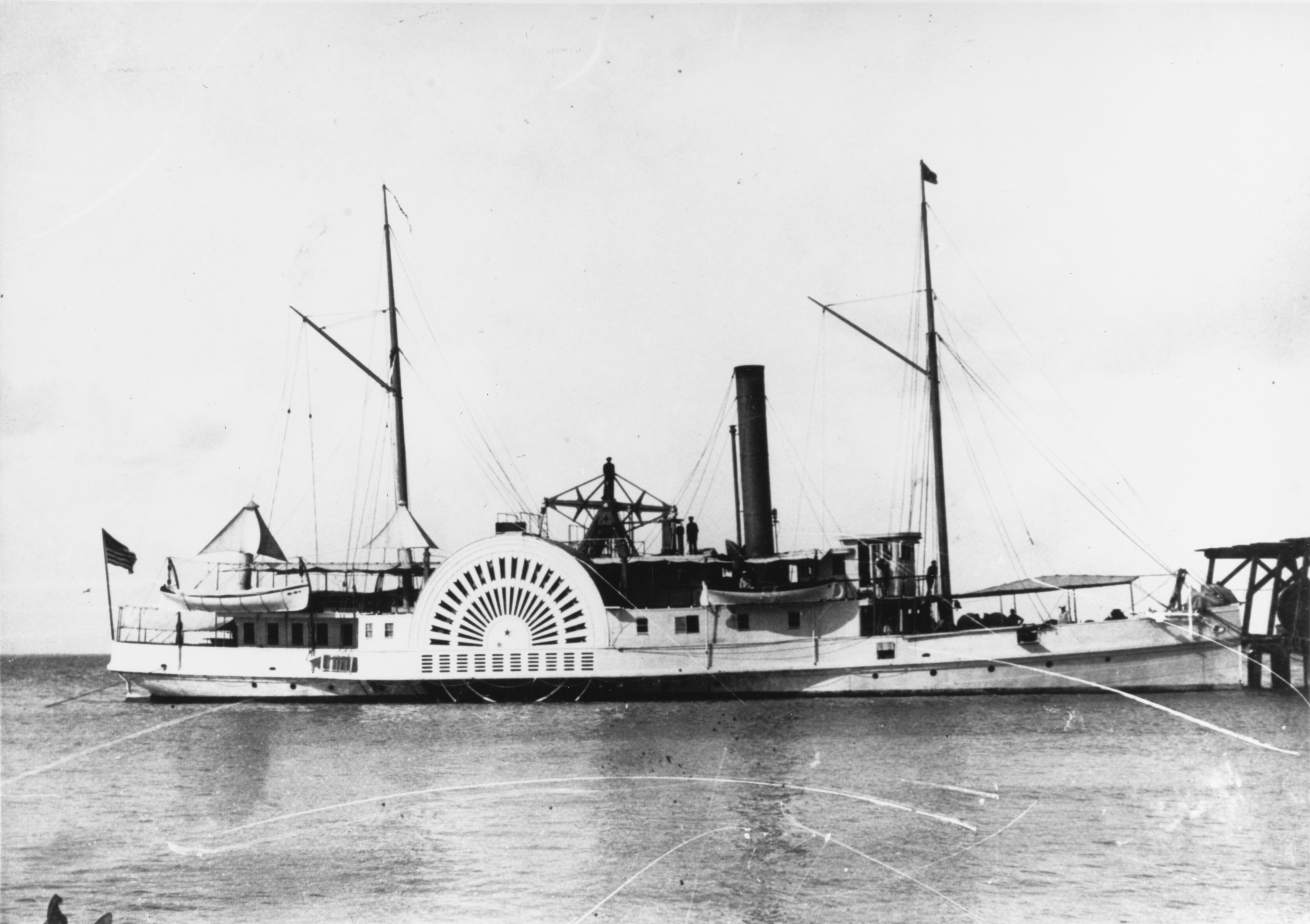
El USRC Louis McLane.

## Historia

### Como el USSDelaware
El cuarto Delaware, se construyó en 1861 en Wilmington, Delaware; comprado por la Armada el 14 de octubre de 1861, con el teniente S. P. Quackenbush al mando.

#### Asignado al Escuadrón de Bloqueo del Atlántico Norte
El Delaware zarpó de Filadelfia el 12 de diciembre de 1861 y remontó el río James el 26 de diciembre en patrulla. El 12 de enero de 1862 navegó hacia Hatteras Inlet, Carolina del Norte. Permaneció en la costa de Carolina del Norte hasta el 2 de junio, participó en la captura de la isla de Roanoke el 7 y 8 de febrero y de la ciudad de Elizabeth el 10 de febrero, donde distribuyó la captura de cinco vapores confederados y dos goletas. Hizo un reconocimiento por el río Chowan del 19 al 21 de febrero, y el 13 y 14 de marzo bombardeó New Bern y capturó cuatro barcos.
El Delaware llegó a Hampton Roads el 2 de junio de 1862 para prestar servicio en aguas de Virginia hasta el 30 de octubre. Tuvo varios encuentros con baterías enemigas y capturó varias embarcaciones pequeñas que envió como premio. Regresó a las operaciones en los ríos y estrechos de Carolina del Norte desde octubre de 1862 hasta febrero de 1863 cuando navegó con el Valley City a remolque y llegó a Hampton Roads el 11.
Hasta el 5 de abril de 1863, el Delaware navegó por los ríos James y York y la bahía de Chesapeake, luego por la costa de Carolina del Norte hasta el 27 de noviembre, cuando navegó a Baltimore para realizar reparaciones. El 27 de marzo de 1864 regresó a las aguas de Virginia, para patrullar y realizar piquetes, transportar hombres y suministros de artillería, y limpiar los ríos de torpedos hasta el final de la guerra. Al llegar al Washington Navy Yard el 27 de julio de 1865, el Delaware fue dado de baja allí el 5 de agosto de 1865 y vendido el 112 de septiembre al Departamento del Tesoro.

### Como el USRCLouis McLane
El Louis McLane, anteriormente Delaware, fue un cortador de ingresos asumido por la Armada el 12 de abril de 1898 bajo una orden ejecutiva para el servicio en la guerra hispanoamericana. Operó frente a los Cayos de Florida en servicio de patrulla hasta que fue devuelta al Departamento del Tesoro el 25 de agosto de 1898.
- Datos: Q115798631